# Tehri Garhwal (Staat)
Tehri Garhwal war ein Fürstenstaat Britisch-Indiens am Fuße des Himalaya im heutigen Bundesstaat Uttarakhand. Das Hindu-Fürstentum Garhwal bestand seit 823. 1791 wurde es Protektorat Nepals und 1804 von den Nepalesen annektiert. Der vertriebene Raja Sudarshan Shah erlangte 1812 die Hilfe der Briten und wurde 1815 als Herrscher von Tehri Garhwal eingesetzt. Raja Narendra Shah (1913–46) wurde zum Maharaja erhoben. Tehri Garhwal war bis 1947 britisches Protektorat und stand zunächst unter der Aufsicht des Gouverneurs der North-Western bzw. United Provinces und kam 1936 zur Punjab States Agency.
Das Land hatte 1941 eine Fläche von 11.655 km² und 540.000 Einwohner. Der Maharaja Manabendra Shah schloss sich im Mai 1949 den Punjab Hill States an und vollzog am 1. August 1949 den Anschluss an Indien (siehe Geschichte Indiens), wobei Tehri Garhwal dem Bundesstaat Uttar Pradesh als Distrikt eingegliedert wurde. Am 1. November 1956 wurde der Fürstenstaat aufgehoben. Seit 2000 gehört das Gebiet zum neuen Bundesstaat Uttarakhand. Manabendra Shah ging in die Politik und war viele Jahre Abgeordneter im indischen Parlament und 1980–83 Botschafter in Irland.